# 리영길
리영길(李永吉, 1955년 ~ )은 조선민주주의인민공화국의 군인 겸 정치가이다. 군인 계급은 조선인민군 륙군 대장이다. 2019년 기준으로, 조선로동당 중앙위원회 위원이며, 최고인민회의 제14기 대의원이다.

## 경력
2002년 4월 14일 김일성 주석 90회 생일을 기념하여 대대적인 군 인사 개편이 이루어졌고, 리영호 등과 함께 조선 인민군 중장으로 진급했다. 2010년 9월에 열린 조선로동당 제3차 대표자회에서 조선로동당 중앙위원회 정치국 위원으로 선출되었다.
2013년 2월 26일, 23일 김정은의 군부대 시찰 소식을 전하면서 리영길을 최룡해, 현영철, 김격식, 김영춘에 이어 다섯 번째로 소개하고 손철주를 리영길에 이어 호명하면서 리영길이 작전국장에 임명된 게 아니냐는 관측이 나왔다. 리영길은 2월 말 작전국장에 임명된 것으로 추정된다. 같은 해 8월 24일 김격식 전 군 총참모장이 선군절 53주년을 기념한 중앙보고대회에 참석 후 모습을 드러내지 않았다. 8월 말 그의 후임으로 군 총참모장에 임명된 것으로 보인다. 2016년 2월 초 리영길은 1계급 강등된 채로 군에 복귀했다. 2016년 대한민국 언론에서 한때 숙청되었다는 오보가 돌기도 하였다.
2017년 4월 15일, 조선인민군 최고사령관 명령 제00136호를 통해 조선인민군 육군 대장으로  재진급하였다. 2018년 6월에는 총참모장으로 다시 임명되었다.
2023년 8월 10일, 조선인민군 육군 차수로 진급하였으며, 총참모장 자리에 복귀하였다.

## 최고인민회의 대의원
1998년 최고인민회의 제10기 대의원직을 시작으로 2019년 4월 이후 제14기 대의원직을 유지하고 있다. 선거구는 금천강선거구이다.

## 조선인민군 총참모장
2013년 8월부터 2016년 2월까지 인민군 총참모장직을 맡았다. 이후 한동안 보이지 않다가 최근 2018년 6월에 다시 총참모장으로 임명되었다. 그리고 2019년 9월에 박정천 포병국장에게 자리를 넘기고 물러났다. 그러다가 다시 2023년 8월 10일 조선로동당 중앙군사위원회 제8기 제7차 확대회의에서 총참모장으로 임명되었다. 

## 기타
2011년 12월 김정일 사망 당시에 국가장의위원회 위원을 맡았다.